# Clytus oriolinus
Clytus oriolinus là một loài bọ cánh cứng trong họ Cerambycidae.